# 劉毓森
劉毓森（1849年6月28日—1919年5月21日，道光二十九年五月初九日－民國八年四月二十二日），字少英，號則魚，江蘇省常州府武進縣（今屬常州市）人，清朝政治人物。

## 生平
監生，候選府經歷。歷保舉知縣加同知銜、得缺後以直隸州知州用、隨帶加三級。
光緒八年（1882年）四月，選授浙江嚴州府建德縣知縣。十二年（1886年）三月，以建德知縣兼理桐廬縣知縣。
舉卓異，十三年（1887年）九月，調補嘉興府石門縣知縣。得到議敘加一級紀錄三次、覃恩加五級。
光緒十八年（1892年）間，浙江漕糧海運案內出力，多次得到保舉免補直隸州知州、等候開缺以知府補用。二十四年（1898年），以蘇皖鄂賑捐案內出力，得到獎敘花翎三品銜。
二十六年（1900年）十二月，署理浙江嘉興府知府；二十七年（1901年），奉令在嘉興府城天官牌樓鴛湖書院舊址創建嘉興府學堂。署知府任內因會勦閩浙土匪出力，得到保獎免補知府、以道員補用、加二品頂戴，十月離任。
三十年（1904年）三月，浙江巡撫聶緝槼奏報候補道劉毓森留於浙江等候補用。
誥授通奉大夫，例授資政大夫，有誥命一道。
民國元年（1912年）後退隱不仕。民國八年（1919年）5月21日卒，葬武進縣孝仁鄉五加橋陳家村。

## 家庭及關連
劉毓森為武進西營劉氏第十八世。
- 曾祖父：劉培基（1748年－1818年），劉同次子，監生。
- 祖父：劉瓚（1791年－1843年），廕監生。
- 祖母：高氏，山東平度州知州高光啓之女，例贈宜人，晉贈夫人。
- 父：劉燮宸（1815年－1860年），福建候補知縣加同知銜，署理安溪縣知縣。
- 母：史氏，溧陽史氏史錫祜之女，例封宜人，誥贈夫人。

- 毓森排行第二，有一兄一弟：
  - 劉毓蕃（1841年－1892年），監生，福建候補縣丞。
  - 劉毓琳（1858年－1893年），監生，浙江候補知縣加五品銜。

- 姻婭：惲彥彬，同治十年進士，官至工部右侍郎。

### 妻妾
- 正室：黃氏，候選縣丞黃珙望之女，誥封夫人。
- 側室：吳氏，貤封恭人。卒葬武進縣懷北鄉連江橋榨樹溝。
- 側室：魏氏，貤封宜人。
- 側室：吳氏，貤封宜人。卒葬武進縣欽風鄉溪下村

### 子女
有子女十四人，九子五女。
- 長子：劉鴻烈（1868年－1919年），嫡黃氏出。監生，選授四川西充縣知縣，新疆候補知府。
- 次子：劉鴻熙（1869年－？年），嫡黃氏出。監生，湖北房縣知縣，保升補用同知。
- 三子：劉鴻燾（1872年－1925年），嫡黃氏出。監生，河南陳州府通判加花翎四品銜，候補知州。
- 四子：劉鴻蒸（1895年－1920年），庶吳氏出。監生，候選國子監典簿。
- 五子：劉鴻杰（1895年－？年），庶魏氏出。監生，候選光祿寺署正。娶工部右侍郎惲彥彬之女。
- 六子：劉鴻煦（1898年－？年），庶吳氏出。
- 七子：劉鴻照（1900年－？年），庶魏氏出。監生，候選知縣，光華大學文學士、美國喬治華盛頓大學政治科外交系碩士，外交部條約委員會委員、武進財政局局長。
- 八子：劉鴻㸃（1900年－？年），庶吳氏出。
- 九子：劉鴻熏（1901年－？年），庶魏氏出。持志大學文學士、東吳大學法學士，安徽省政府秘書。

- 長女，庶魏氏出。
- 次女，庶魏氏出。
- 三女，庶吳氏出。
- 四女，庶魏氏出，字丹徒汪嘉龢，未嫁即卒。
- 五女，庶魏氏出。